# Політична організація
Політична організація — добровільне об'єднання громадян, створене на засадах спільної діяльності з метою реалізації політичних цілей.
Основна функція таких організацій − захист політичних інтересів певних соціальних груп чи суспільства в цілому. Поява та еволюція політичних організацій зумовлена процесами модернізації, становленням національних держав, розвитком громадянського суспільства.
Політичні організації, як правило, мають фіксоване членство, певну структуру.
Діяльність регулюється відповідними нормативними актами. Для досягнення мети використовуються різноманітні засоби політичної діяльності (агітаційно-пропагандистські, інформаційно-комунікаційні, ідеологічні, організаційні, психологічні тощо).
Політична організація:
- одна з форм реалізації влади;
- індикатор демократизації політичного життя і політичної системи;
- показник рівня політичної культури;
- джерело вдосконалення політичної освіти та політичного управління.

Ідеологічна складова політичних організацій зазвичай викладена в їх програмах. Класифікують за ідеологічним спрямуванням: соціал-демократичні, комуністичні, ліберальні, консервативні, націоналістичні тощо; за ставленням до політичної дійсності виокремлюють революційні, реформістські, реакційні, консервативні.
Теоретичним підґрунтям дослідження специфіки політичних організацій вважаються: бюрократично-ієрархічна концепція формальних організацій М. Вебера, згідно з якою необхідні максимальна спеціалізація діяльності, ієрархічний розподіл керівних функцій і відповідальності, формалізація організаційних правил і процедур; теорія колективної поведінки і масового суспільства (Е. Фромм, У. Корнхаузер, Г. Блюмер та ін.), яка розкриває причини, механізми і способи вирішення міжгрупових конфліктів, у тому числі політичних; концепція мобілізації ресурсів (Дж. Маккарті, К. Вільсон, А. Обертол) зовнішніх — економічний рівень держави, рівень правової культури, наявність демократичних традицій та внутрішніх — людські ресурси, час і матеріальні кошти, витрачені на організацію.
Критерієм оцінки діяльності політичних організацій є ефективність використання її складових — соціально-політичних позицій і ролей, норм і цінностей тощо.
Перша українська політична організація − Головна Руська Рада (створена у 1848 році у Львові) вимагала національно-культурної автономії українців у складі Австрійської імперії, заснувала Галицько-Руську матицю — культурно-освітнє товариство, видавала першу українську газету в Галичині. Була розпущена австрійським урядом у 1851 році.